# Perapion marchicum
Perapion marchicum – gatunek chrząszcza z rodziny pędrusiowatych i plemienia Aplemonini. Zamieszkuje zachodnią Palearktykę. Żeruje na szczawiach.

## Taksonomia
Gatunek ten opisany został po raz pierwszy w 1797 roku przez Johanna F.W. Herbsta pod nazwą Apion marchicum. 

## Morfologia
Chrząszcz o ciele długości od 1,6 do 2,2 mm. Ubarwienie ma czarne z zielonkawymi, niebieskimi lub fioletowymi pokrywami. Oskórek porastają bardzo delikatne i słabo widoczne włoski.
Głowę rzeźbią okrągłe, drobne, niezbyt gęsto rozmieszczone punkty. Na policzkach występują drobne, poprzeczne rowki, ale niemal nie ma na nich punktów. U samca ryjek jest gruby, niemal walcowaty, w widoku bocznym o lekko zakrzywionym wierzchu i niemal prostym spodzie, trochę dłuższy od przedplecza, gęsto punktowany niemal do samego wierzchołka, na samym szczycie nieco lśniący. U samicy ryjek jest walcowaty do lekko zakrzywionego, wyraźnie cieńszy niż u samca, tak długi jak głowa i przedplecze mierzone razem, w wierzchołkowej części skąpiej punktowany i bardziej lśniący niż płci przeciwnej.
Przedplecze jest prostokątne lub ku przodowi zwężone, po bokach słabo zaokrąglone, w widoku bocznym z wierzchu prawie płaskie. Na jego powierzchni obecne jest niezbyt gęste, okrągłe, drobne punktowanie. W miarę trójkątna tarczka ma szerokość równą długości. Pokrywy nie są dłuższe niż dwuipółkrotność długości przedplecza, niemal zawsze ich długość jest między 1,4 a 1,5 raza większa od wspólnej szerokości; nasadę mają znacznie szerszą od przedplecza i ku tyłowi są rozszerzone słabiej niż u P. affine. Barki są dobrze rozwinięte. Rzędy są nieco szersze od międzyrzędów. Brak na pokrywach szczecinek wyspecjalizowanych. Odnóża nie mają kolca na spodzie pierwszego członu stopy.
Pygidium samca jest szersze niż dłuższe. Genitalia samca mają tegmen o płatach parameroidalnych rozdzielonych u szczytu głębokim wcięciem. Płat środkowy edeagusa (prącie) jest spłaszczony, endofallus ma natomiast szczytową grupę gęsto upakowanych ząbków lub kolców, poprzeczne zmarszczki pośrodku, a u nasady środkową grupkę drobnych kolców lub ząbków i dwie grupy zaokrąglonych ząbków po jej bokach.

## Ekologia i występowanie
Owad rozmieszczony od nizin po tereny górskie, gdzie dochodzi do piętra kosodrzewiny. Zasiedla stanowiska od suchych po wilgotne. Zarówno larwy, jak i postacie dorosłe są monofagicznymi fitofagami żerującymi na szczawiu polnym. Endofagiczna larwa drąży wewnątrz dolnej części pędu, szyjki korzeniowej i górnej części korzeni krzyżujące się korytarze, co prowadzi do powstawania guzowatych, zazwyczaj zrastających się, a rzadziej pojedynczych wyrośli (galasów) o rozmiarach od 1 do 3 cm. 
Gatunek palearktyczny. W Europie znany jest z Portugalii, Hiszpanii, Irlandii, Wielkiej Brytanii, Francji, Belgii, Luksemburga, Holandii, Niemiec, Austrii, Włoch, Danii, Szwecji, Norwegii, Finlandii, Estonii, Łotwy, Litwy, Polski, Czech, Słowacji, Węgier, Ukrainy, Rumunii, Chorwacji, Bośni i Hercegowiny, Serbii oraz europejskiej części Rosji  (na północ po Karelię). W Azji podawany jest z zachodniosyberyjskiej części Rosji, Gruzji i Syrii, a w Afryce Północnej z Algierii. W Polsce wszędzie pospolity.